# Winiec (Miłomłyn)
Pour les articles homonymes, voir Winiec.
Winiec est un village polonais de la voïvodie de Varmie-Mazurie, dans le powiat d'Ostróda.